# Новотаишево
Новотаишево (баш. Яңы Тайыш) — деревня в Гафурийском районе Республики Башкортостан Российской Федерации. Входит в состав Имендяшевского сельсовета. 

## География

### Географическое положение
Расстояние до:
- районного центра (Красноусольский): 48 км,
- центра сельсовета (Карагаево): 4 км,
- ближайшей ж/д станции (Белое Озеро): 62 км.

## Население
| 2002 | 2009 | 2010 |
| ---- | ---- | ---- |
| 33   | ↘32  | ↘25  |

Согласно переписи 2002 года, преобладающая национальность — башкиры (82 %).